# Beaumont (Texas)
Beaumont és una població dels Estats Units a l'estat de Texas. Segons el cens del 2000 tenia 113.866 habitants.

## Demografia
Segons el cens del 2000, Beaumont tenia 113.866 habitants, 44.361 habitatges, i 29.100 famílies. La densitat de població era de 517,2 habitants/km².
Dels 44.361 habitatges en un 31,8% hi vivien nens de menys de 18 anys, en un 43,5% hi vivien parelles casades, en un 18,1% dones solteres, i en un 34,4% no eren unitats familiars. En el 29,5% dels habitatges hi vivien persones soles el 10,7% de les quals corresponia a persones de 65 anys o més que vivien soles. El nombre mitjà de persones vivint en cada habitatge era de 2,5 i el nombre mitjà de persones que vivien en cada família era de 3,12.
Per edats la població es repartia de la següent manera: un 27,1% tenia menys de 18 anys, un 10,4% entre 18 i 24, un 28% entre 25 i 44, un 21,2% de 45 a 60 i un 13,4% 65 anys o més.
L'edat mediana era de 34 anys. Per cada 100 dones de 18 o més anys hi havia 86,4 homes.
La renda mediana per habitatge era de 32.559$ i la renda mediana per família de 40.825$. Els homes tenien una renda mediana de 35.861$ mentre que les dones 24.255$. La renda per capita de la població era de 18.632$. Aproximadament el 16,4% de les famílies i el 19,6% de la població estaven per davall del llindar de pobresa.

## Poblacions més properes
El següent diagrama mostra les poblacions més properes.